# Phorinia pumila
Phorinia pumila är en tvåvingeart som först beskrevs av Louis-Paul Mesnil 1971.  Phorinia pumila ingår i släktet Phorinia och familjen parasitflugor.
Artens utbredningsområde är Uganda. Inga underarter finns listade i Catalogue of Life.